# Eau minérale naturelle d'Aix-les-Bains
L'eau minérale naturelle d'Aix-les-Bains est une eau de source située à Aix-les-Bains, en Savoie. 

## Source
L'eau d'Aix-les-Bains prend sa source dans le massif de la Chambotte, au nord de la ville. Elle ruisselle dès lors sous la terre en accumulant des éléments minéraux jusqu'au point de captage, à 500 m de profondeur, à Raphy St-Simon.

## Historique

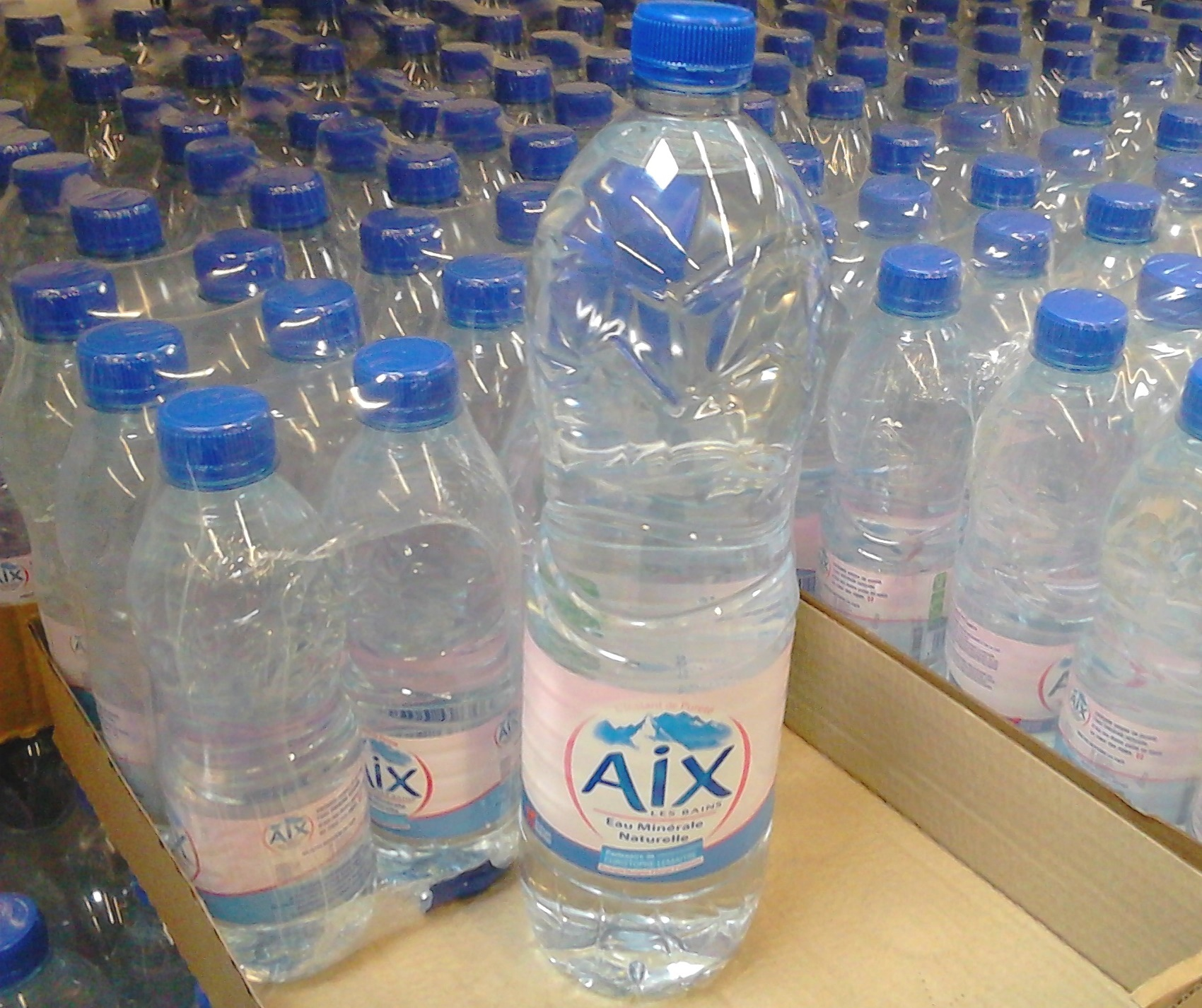
Des bouteilles en plastique de l'eau minérale d'Aix-les-Bains.

En 1848, l'eau minérale naturelle d’Aix-les-Bains est découverte. Elle est alors utilisée pour les cures thermales. En 1906, elle est reconnue comme eau minérale naturelle par le ministère de la santé. Elle est alors commercialisée, d'abord à une échelle locale, puis, à partir des années 1980, à une échelle plus importante.

## Chiffres
La Société des eaux minérales d’Aix-les-Bains (SEAB) capte l'eau à la source et la met en bouteille. La société, au chiffre d'affaires de 11 153 100 € (2016), est implantée à la limite du territoire aixois, sur Grésy-sur-Aix. En moyenne, 25 000 bouteilles sont produites à l'heure. 26 millions de bouteilles sont produites chaque année.
L'eau est commercialisée dans les enseignes du groupe Les Mousquetaires avec, entre autres, Intermarché.

## Propriétés et composition analytique
- pH : 7,2[1]

| Espèce       | Formule | Teneur (mg/l) |
| ------------ | ------- | ------------- |
| Bicarbonates | HCO3−   | 337           |
| Calcium      | Ca2+    | 68            |
| Chlorures    | Cl−     | 3,3           |
| Fluorures    | F−      | 0,3           |
| Magnésium    | Mg2+    | 35            |
| Nitrates     | NO3−    | < 0,1         |
| Nitrites     | NO2−    | < 0,02        |
| Potassium    | K+      | 1,6           |
| Sodium       | Na+     | 9             |
| Sulfates     | SO42−   | 61            |